# Snow Treasure
Snow Treasure est un roman jeunesse de Marie McSwigan, publié en 1942. Il se déroule dans la Norvège occupée par les Nazis pendant la Seconde Guerre mondiale. Il raconte l'histoire de plusieurs enfants norvégiens qui, à l'aide de traîneaux, font passer clandestinement les lingots d'or de leur pays à travers les gardes allemands jusqu'à un navire en attente, le Cleng Peerson,,. Publié en 1942, il n'a jamais cessé d'être imprimé depuis.
En 1968, le livre a fait l'objet d'un film portant le  même titre, réalisé par Irving Jacoby.

## Récompense
En 1945, le livre remporta le prix Young Reader's Choice Award.

## Adaptation
En 1968, le film Snow Treasure (en) a été réalisé à partir du livre. Il a été produit, écrit et réalisé par Irving Jacoby avec Marie McSwigan. Paul Austad tenait le rôle de Peter Lundstrom et Tina Austad celui de la sœur de Peter. James Franciscus et Ilona Rodgers (en) y tenaient aussi des rôles.